# Ambrosius Ehinger
Ambrosius Ehinger, noto anche come Dalfinger o Thalfinger (spagnolo: Ambrosio Alfínger; Thalfingen, 1500 circa – Chinácota, 31 maggio 1533), fu un conquistador tedesco, primo governatore della concessione Welser, nota anche come Piccola Venezia (Klein-Venedig), nel Vicereame della Nuova Granada, odierne Venezuela e Colombia.

## Biografia
Ehinger fu determinante per la famiglia di banchieri Welser a Madrid, quando iniziarono a pianificare la conquista della Nuova Granada. I Welser lo nominarono primo governatore, mandando quale loro rappresentante lo spagnolo Luis González de Leyva. Giunsero a Santa Ana de Coro nel 1529 con 281 coloni, chiamando la nuova colonia Piccola Venezia (Klein-Venedig). Quasi subito Ehinger rimpiazzò González de Leyva con Nikolaus Federmann.
Nell'agosto 1529 Ehinger fece la propria prima spedizione al lago di Maracaibo, scarsamente contrastato dal popolo indigeno dei Coquibacoa. Dopo aver vinto una serie di sanguinose battaglie fondò l'insediamento di Maracaibo l'8 settembre 1529. Ehinger chiamò la città Neu Nürnberg (Nuova Norimberga) mentre il lago prese il nome del valoroso cacique dei Coquibacoa, morto in battaglia. La città fu rinominata in Maracaibo dopo che gli spagnoli la conquistarono.
Ehinger si ammalò di malaria e decise di riposarsi tra i comfort della relativamente civilizzata Hispaniola, lasciando temporaneamente il comando a Federmann il 30 luglio 1530.
Dopo il ritorno Ehinger, con 40 cavalli, 130 fanti ed innumerevoli alleati indiani, partì da Coro il 1º settembre 1531 per la sua seconda spedizione nel dorato occidente. Attraversarono i monti Oca giungendo a Valledupar, lungo il fiume Cesar, e poi a Zapatosa. La spedizione si fermò qui per 3 mesi, per poi proseguire a sud, dove incontrarono una fiera resistenza delle tribù indigene, tanto da convincerli a tornare ad est lungo il fiume Lebrija. In questa spedizione furono obbligati a mangiare i propri cavalli ed i cani, perdendo molti degli indiani al seguito a causa, soprattutto, del freddo patito sulle montagne. Appena ripartirono verso casa furono attaccati dai Chitareros il 27 maggio 1533. Ehinger ed il capitano Estéban Martín caddero in un profondo burrone, dove furono colpiti dalle frecce degli indiani. Ehinger ricevette nel collo una freccia avvelenata. Nonostante i soccorsi portati dal frate agostiniano, Vicente de Requejada, Ambrosius Ehinger morì il 31 maggio 1533 e fu sepolto sotto un albero. La spedizione tornò a Coro senza di lui.